# Zuza (futebolista)
Luís Stevan de Siqueira Neto (Jundiaí, 2 de outubro de 1911 — São Carlos, 7 de julho de 1977), conhecido como Zuza, foi um futebolista brasileiro que atuava como atacante.
Era um jogador muito técnico e rápido, principalmente nas finalizações, jogava de centroavante, meia-direita e meia-esquerda.
Tendo jogado no Trio de Ferro da capital, também é o maior artilheiro da história do Guarani de Campinas.

## Carreira

### Início
Contador de formação, nascido em Jundiaí e criado em São Carlos, Zuza foi revelado pelo São Carlos Football Club e também atuou no Ruy Barbosa, ambos de São Carlos.
Posteriormente, atuou no Paulista EC e Rio Claro até chamar a atenção de um grande clube paulistano, o Corinthians.

### Corinthians
Zuza chegou ao Corinthians em 1932, aos 21 anos, vindo do Rio Claro. Estreou em 17 de abril, na derrota para o Corinthians Saltense por 2 a 1, em partida amistosa realizada em Salto de Itu, onde deixou seu gol. Seu segundo gol só sairia em 1933.
No clube, na maioria das vezes foi reserva de Teleco, mas atingiu grandes feitos. Numa partida em que atuou por apenas 20 minutos e entrou no lugar de Rato, marcou dois gols no goleiro Aymoré Moreira e acabou com um tabu que perdurava por 6 anos diante do Palmeiras.
Zuza marcou seu nome na história do clube graças façanha de marcar 6 gols numa mesma partida em 21 de maio de 1933, jogando contra o EC Sírio, em um jogo que terminou 10 a 1. O recorde com a camisa corintiana até hoje não foi superado por ninguém.
Em 1937, sagrou-se campeão paulista pelo clube.
Permaneceu no clube do Parque São Jorge até aquele ano de 1937. Com a camisa do Timão, foram 37 jogos (15 vitórias, 5 empates, 17 derrotas) e 22 gols marcados.

### São Paulo
Zuza passou pelo São Paulo em 1938, onde não teve muita chance.
Na sequência esteve no Rio Claro entre 1938 e 1939. Em 1939, convidado, fez uma única partida pelo Guarani de Campinas, contra o Fluminense, e marcou seu primeiro gol pelo clube.

### Palmeiras
Em 1940, teve uma rápida passagem pelo Palestra Itália. Estreou em 11 de agosto, na vitória por 3x1 contra o São Paulo, onde marcou um gol.
Foram apenas 10 jogos com a camisa do Verdão (6 vitórias, 2 empates, 2 derrotas), seis gols marcados e também a conquista do Campeonato Paulista daquele ano.

### Guarani
Contratado pelo Guarani de Campinas em 1941.
Em 1944, faturou o Campeonato do Interior pelo clube, quando foi o principal goleador do time bugrino, com 24 gols marcados em 14 partidas.
Ficou no Guarani até 1948. Zuza se tornou o maior artilheiro da história do clube, com 221 gols marcados. É também o maior artilheiro do Derby Campineiro com 17 gols em 18 clássicos disputados, chegando a marcar 4 gols numa mesma partida, em 4 de julho de 1943.

### Fim
Zuza jogou no Expresso São Carlos de São Carlos e por alguns outros times do interior de São Paulo antes de pendurar as chuteiras.
No fim de sua carreira, ainda foi técnico do Bandeirantes em 1964.

## Morte
Zuza morreu ressentido com o mundo do futebol. Sua maior tristeza, além da derrota do Brasil na final da Copa de 1950 (para o Uruguai, no Maracanã), é de ter conquistado o Troféu Belfort Duarte (passar 10 anos sem ser expulso de campo disputando, no mínimo, 200 jogos), mas não ter recebido o mesmo. Gostaria muito que esse mal-entendido fosse desfeito e que eu pudesse recebê-lo, em nome de meu pai, que além de mim tem o Luis Fernando e a Regina como filhos", revelou o emocionado Paulo Siqueira.

## Homenagens
Muito respeitado em São Carlos, recebeu uma homenagem da cidade batizando com seu nome o Estádio Municipal Luiz Stevam de Siqueira Neto, mais conhecido como Estádio Zuzão.
Em 2011, foi publicado o livro "Zuza, o Cigano do Futebol", do historiador Marco Antonio Leite Brandão.

## Títulos
Corinthians
- Campeonato Paulista: 1937

Palestra Itália
- Campeonato Paulista: 1940

Guarani
- Campeonato Paulista Amador de Futebol: 1944[5]